# エステ (イタリア)
エステ（伊: Este）は、イタリア共和国ヴェネト州パドヴァ県にある、人口約16,000人の基礎自治体（コムーネ）。
イタリアのランゴバルド系有力貴族であるエステ家の家名由来の地である。

## 地理

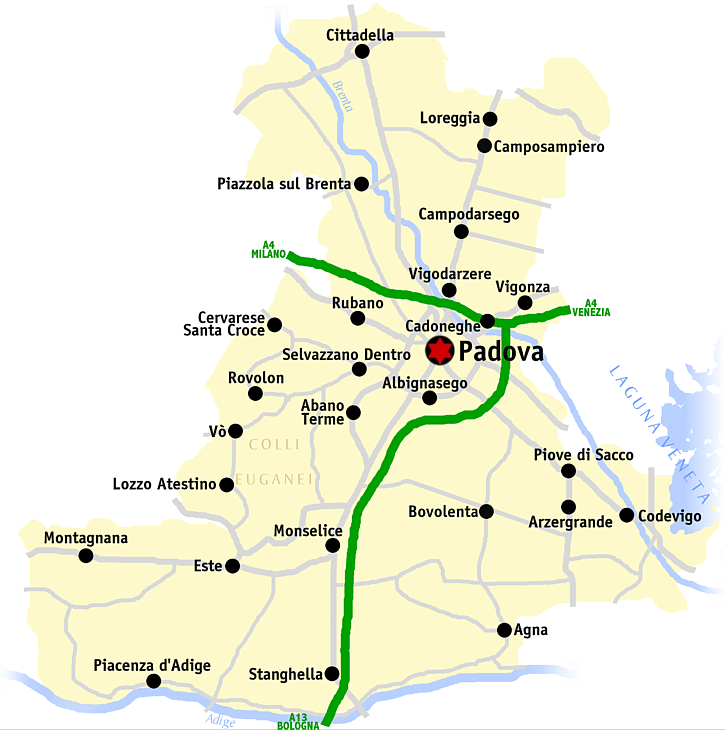
パドヴァ県概略図

### 位置・広がり
パドヴァ県南西部に位置するコムーネ。ロヴィーゴから北北西へ20km、県都パドヴァから南西へ26km、レニャーゴから東へ28km、フェラーラから北へ43km、ヴェネツィアから西南西へ57kmの距離にある。
| 隣接するコムーネは以下の通り。 - バオーネ - サンタ・カテリーナ・デステ（カルチェリ、ヴィギッツォーロ・デステ） - ロッツォ・アテスティーノ - モンセーリチェ - オスペダレット・エウガーネオ - サンテーレナ - ヴィッラ・エステンセ |

### 気候分類・地震分類
エステにおけるイタリアの気候分類 (it) および度日は、zona E, 2436 GGである。
また、イタリアの地震リスク階級 (it) では、zona 3 (sismicità bassa) に分類される。

## 行政

### 分離集落
エステには、以下の分離集落（フラツィオーネ）がある。
- Deserto, Motta, Prà, Schiavonia

## 姉妹都市
- リエカ、 （クロアチア）
- Pertuis、 （フランス）
- Leek、 （イギリス）
- バート・ヴィンツハイム（ドイツ語版）、 （ドイツ）